# فرانسيسكو ليماردو
فرانسيسكو ليماردو (مواليد 27 مارس 1987) هو مبارز بالسيف فنزويلي، مثّل بلاده في الألعاب الأولمبية الصيفية 2008.

## روابط خارجية
فرانسيسكو ليماردو على موقع الاتحاد الدولي للمبارزة (الإنجليزية)
- فرانسيسكو ليماردو على موقع أوليمبيديا (الإنجليزية)